# わたしのポニー
『わたしのポニー』は、スターフィッシュ・エスディから2008年6月19日
に発売されたニンテンドーDS用ソフト。

## 概要
ポニーの育成やスキンシップ、背中に乗っての散歩やレースなどを体験できるソフト。

## システム
70種類以上用意されたアイテムでポニーのコーディネイトができる。